# Peter Kennaugh
Peter Kennaugh MBE (Douglas, 15 juni 1989) is een Manx voormalig wielrenner die tot 2019 reed voor BORA-hansgrohe. In 2010 debuteerde hij als beroepsrenner bij de nieuwe ploeg Team Sky. Hij werd in 2014 en 2015 Brits kampioen wielrennen op de weg. Na de Olympische Zomerspelen 2012 werd hij benoemd tot lid in de Orde van het Britse Rijk. Op 5 april 2019 maakte Kennaugh bekend voorlopig te stoppen als profwielrenner vanwege mentale problemen.

## Baanwielrennen

### Palmares
| Jaar     | NK                                              | EK                             | WK                             | Overig                              |
| Junioren | Junioren                                        | Junioren                       | Junioren                       | Junioren                            |
| -------- | ----------------------------------------------- | ------------------------------ | ------------------------------ | ----------------------------------- |
| 2006     | Achtervolging · Puntenkoers · Keirin · 1km      | Ploegenachtervolging           | Scratch · Ploegenachtervolging |                                     |
| 2007     | Achtervolging · Puntenkoers · Scratch           | Ploegenachtervolging · Scratch |                                |                                     |
| Beloften |                                                 |                                |                                |                                     |
| 2007     |                                                 | Ploegenachtervolging           |                                |                                     |
| 2008     |                                                 | Ploegenachtervolging           |                                |                                     |
| Elite    |                                                 |                                |                                |                                     |
| 2006     | Ploegkoers · Puntenkoers · Ploegenachtervolging |                                |                                |                                     |
| 2007     | Scratch                                         |                                |                                |                                     |
| 2008     | Ploegkoers                                      |                                |                                |                                     |
| 2009     | Ploegkoers                                      |                                |                                | WB Kopenhagen: Ploegenachtervolging |
| 2010     | Achtervolging · Scratch                         |                                |                                |                                     |
| 2011     | Ploegkoers · Puntenkoers                        | Ploegenachtervolging           | Ploegenachtervolging           |                                     |
| 2012     |                                                 |                                | Ploegenachtervolging           | OS: Ploegenachtervolging            |
| 2013     | Ploegkoers                                      |                                |                                |                                     |

## Wegwielrennen

### Overwinningen
2007
Brits kampioen op de weg, Junioren
Eindklassement Keizer der Juniores
2008
Brits kampioen op de weg, Beloften
Trofeo Internazionale Bastianelli
GP Capodarco
2009
Brits kampioen op de weg, Beloften
3e etappe Girobio
2013
Etappe 1B Ronde van Trentino (ploegentijdrit)
2014
Etappe 1B Internationale Wielerweek (ploegentijdrit)
2e etappe Internationale Wielerweek
Eindklassement Internationale Wielerweek
Brits kampioen op de weg, Elite
1e etappe Ronde van Oostenrijk
Eind- en puntenklassement Ronde van Oostenrijk
2015
1e etappe Ronde van Romandië (ploegentijdrit)
1e etappe Critérium du Dauphiné
Brits kampioen op de weg, Elite
2016
Cadel Evans Great Ocean Road Race
1e etappe Herald Sun Tour
1e etappe Ronde van Spanje (ploegentijdrit)
2017
7e etappe Critérium du Dauphiné
2018
Grand Prix Pino Cerami

### Resultaten in voornaamste wedstrijden
| Jaar | Ronde van Italië | Ronde van Frankrijk | Ronde van Spanje |
| ---- | ---------------- | ------------------- | ---------------- |
| 2010 |                  |                     | opgave           |
| 2011 | 87e              |                     |                  |
| 2012 | opgave           |                     |                  |
| 2013 |                  | 77e                 |                  |
| 2014 |                  |                     | 71e              |
| 2015 |                  | opgave              |                  |
| 2016 |                  |                     | 42e              |
| 2017 |                  |                     |                  |
| 2018 |                  |                     |                  |

| Jaar | Milaan-San Remo | Amstel Gold Race | Luik-Bast.‑Luik | Ronde van Lombardije | Waalse Pijl | Clásica San Sebastián |  | WK op de weg |  | Wereldranglijsten |
| ---- | --------------- | ---------------- | --------------- | -------------------- | ----------- | --------------------- |  | ------------ |  | ----------------- |
| 2010 |                 |                  |                 |                      |             |                       |  |              |  |                   |
| 2011 |                 |                  |                 |                      |             |                       |  |              |  | 83e (UWT)         |
| 2012 |                 |                  |                 |                      |             |                       |  |              |  |                   |
| 2013 |                 |                  |                 |                      |             |                       |  |              |  |                   |
| 2014 |                 |                  |                 |                      | opgave      |                       |  | 82e          |  |                   |
| 2015 |                 | opgave           |                 | 72e                  | opgave      |                       |  |              |  | 159e (UWT)        |
| 2016 | 49e             |                  |                 | 26e                  |             | 45e                   |  |              |  |                   |
| 2017 |                 |                  | opgave          |                      |             |                       |  | 36e          |  | 173e (UWT)        |
| 2018 |                 |                  |                 |                      |             |                       |  | 16e          |  |                   |

## Ploegen
- 2010 –  Sky Professional Cycling Team
- 2011 –  Sky ProCycling
- 2012 –  Sky ProCycling
- 2013 –  Sky ProCycling
- 2014 –  Team Sky
- 2015 –  Team Sky
- 2016 –  Team Sky
- 2017 –  Team Sky
- 2018 –  BORA-hansgrohe
- 2019 –  BORA-hansgrohe

1908: Jones, Kingsbury, Meredith, Payne ·
1920: Magnani, Carli, Ferrario, Giorgetti ·
1924: De Martini, Dinale, Menegazzi, Zucchetti ·
1928: Facciani, Gaioni, Lusiani, Tasselli ·
1932: Pedretti, Borsari, Cimatti, Ghilardi ·
1936: Nizerhy, Charpentier, Goujon, Lapébie ·
1948: Decanali, Adam, Blusson, Coste ·
1952: Morettini, Campana, de Rossi, Messina ·
1956: Gasparella, Domenicali, Faggin, Gandini ·
1960: Vigna, Arienti, Testa, Vallotto ·
1964: Streng, Claesges, Henrichs, Link ·
1968: Lyngemark, Olsen, Asmussen, Jensen ·
1972: Schumacher, Colombo, Haritz, Hempel ·
1976: Vonhof, Braun, Lutz, Schumacher ·
1980: Manakov, Movtsjan, Ossokin, Petrakov ·
1984: Grenda, Turtur, Nichols, Woods ·
1988: Jekimov, Kasputis, Neljoebin, Oemaras ·
1992: Fulst, Glöckner, Lehmann, Steinweg ·
1996: Capelle, Ermenault, Monin, Moreau ·
2000: Fulst, Bartko, Becke, Lehmann ·
2004: Brown, McGee, Lancaster, Roberts ·
2008: Clancy, Manning, Thomas, Wiggins · 
2012: Burke, Clancy, Kennaugh, Thomas · 
2016: Burke, Clancy, Doull, Wiggins · 
2020: Consonni, Ganna, Lamon, Milan · 
2024:  Bleddyn, Welsford, Leahy, O'Brien
Wielerploegen van Peter Kennaugh
Arvesen ·
Augustyn ·
Barry ·
Boasson Hagen ·
Calzati ·
Carlström ·
Cioni ·
Cummings · 
Downing ·
Flecha ·
Froome ·
Gerrans ·
Hayman ·
Henderson ·
Kennaugh ·
Löfkvist ·
Nordhaug ·
Pauwels ·
Portal ·
Possoni ·
Stannard ·
Sutton ·
Swift ·
Thomas ·
Viganò ·
Wiggins
Appollonio ·
Arvesen ·
Augustyn ·
Barry ·
Boasson Hagen ·
Carlström ·
Cioni ·
Cummings · 
Downing ·
Dowsett ·
Flecha ·
Froome ·
Gerrans ·
Hayman ·
Henderson ·
Hunt ·
Kennaugh ·
Knees ·
Löfkvist ·
Nordhaug ·
Pauwels ·
Possoni ·
Rogers ·
Stannard ·
Sutton ·
Swift ·
Thomas ·
Urán ·
Wiggins ·
Zandio ·
Puccio (stagiair)
Appollonio ·
Barry ·
Boasson Hagen ·
Cavendish  ·
Eisel ·
Dowsett ·
Flecha ·
Froome ·
Henao ·
Hayman ·
Hunt ·
Kennaugh ·
Knees ·
Löfkvist ·
Nordhaug ·
Pate ·
Porte ·
Puccio ·
Rogers ·
Rowe ·
Siwtsow ·
Stannard ·
Sutton ·
Swift ·
Thomas ·
Urán ·
Wiggins ·
Zandio ·
Martinelli (stagiair) 
Boasson Hagen ·
Boswell ·
Cataldo ·
Dombrowski ·
Eisel ·
Edmondson ·
Froome ·
Henao ·
Hayman ·
Kennaugh ·
Kiryjenka ·
Knees ·
López ·
Pate ·
Porte ·
Puccio ·
Rasch ·
Rowe ·
Siwtsow ·
Stannard ·
Sutton ·
Swift ·
Thomas ·
Tiernan-Locke ·
Urán ·
Wiggins ·
Zandio
Boasson Hagen · Boswell · Cataldo · Deignan · Dombrowski · Earle · Edmondson · Eisel · Froome · Seb. Henao · Ser. Henao · Kennaugh · Kiryjenka · Knees · López · Nieve · Pate · Porte · Puccio · Rasch · Rowe · Siwtsow · Stannard · Sutton · Swift · Thomas · Tiernan-Locke · Wiggins   · Zandio
Boswell · Deignan · Earle · Eisel · Fenn · Froome · Seb.Henao · Ser.Henao · Kennaugh · Kiryjenka   · Knees · König · López · Nieve · Nordhaug · Pate · Poels · Porte · Puccio · Roche · Rowe · Siwtsow · Stannard · Sutton · Swift · Thomas · Viviani · Wiggins   (tot 12/04) · Zandio · Geoghegan Hart (stagiair) · Peters (stagiair)
Boswell · Deignan · Fenn · Froome · Gołaś · Seb.Henao · Ser.Henao · Intxausti · Kennaugh · Kiryjenka   · Knees · König · Kwiatkowski · Landa · López · Moscon · Nieve · Nordhaug · Peters · Poels · van Poppel · Puccio · Roche · Rowe · Stannard · Swift · Thomas · Viviani · Zandio · Doull (stagiair)
Boswell · Deignan · Dibben · Doull · Elissonde · Froome · Geoghegan Hart · Gołaś · Seb. Henao · Ser. Henao · Intxausti · Kennaugh · Kiryjenka · Knees · Kwiatkowski · Landa · López · Moscon · Nieve · Poels · van Poppel · Puccio · Rosa · Rowe · Stannard · Thomas · Viviani · Wiśniowski
Ackermann · Baška · Benedetti · Bennett · Bodnar · Buchmann · Burghardt · Formolo · Großschartner · Kennaugh · Kolář · König · Konrad · Majka · McCarthy · Mühlberger · Oss · Pelucchi · Pfingsten · Poljański · Pöstlberger · J. Sagan · P. Sagan  · Saramotins · Schillinger · Schwarzmann · Selig
Ackermann · Baška · Benedetti · Bennett · Bodnar · Buchmann · Burghardt · Drucker · Formolo · Gatto · Großschartner · Kennaugh · König · Konrad · Majka · McCarthy · Mühlberger · Oss · Pfingsten · Poljański · Pöstlberger · J. Sagan · P. Sagan · Schachmann · Schillinger · Schwarzmann · Selig